# 谈荔孙故居
谈荔孙故居又名谈公馆，位于中国江苏省淮安市淮安区淮城街道镇淮楼东路58号（旧名院东街），韩侯祠西侧。主人谈荔孙（1880—1933）为大陆银行创办人。
谈公馆由谈荔孙祖父谈静山建于清代，后者原在淮安经营盐业，兼任山阳县署幕僚，后任四川夔州府知府，1891年卸职回淮开办“谈氏东文学馆”，为留日预备学堂，罗振玉、王国维、刘鹗曾任教于此，大陆银行创始人谈荔孙、金城银行创始人周作民幼时在此学习日语。1900年停办。
谈氏宅院建造于清代中后期，规模宏大，原有中、东、西三路，东北侧花园有假山游廊，意境甚佳。1958年道路拓宽，大门以及前几进房屋被拆，现存中路七进房屋。西侧新辟谈公馆巷。

## 保护
2003年3月26日，谈荔孙故居列为第二批淮安市文物保护单位。